# جيمس كارفر
جيمس كارفر (بالإنجليزية: James Carver)‏ هو سياسي بريطاني، ولد في 15 أغسطس 1969 في المملكة المتحدة. حزبياً، نشط في حزب استقلال المملكة المتحدة. وقد انتخب عضو في البرلمان الأوروبي عن دائرة West Midlands (European Parliament constituency) ‏ لترشحه ضمن   قائمة مستقل، وقد انضم خلال فترته النيابية (25 مايو 2018 – )  للكتلة البرلمانية غير مرتبطين وفي انتخابات البرلمان الأوروبي 2014، انتخب عضو في البرلمان الأوروبي عن دائرة West Midlands (European Parliament constituency) ‏ لترشحه ضمن   قائمة حزب استقلال المملكة المتحدة، وقد انضم خلال فترته النيابية (1 يوليو 2014 – 24 مايو 2018)  للكتلة البرلمانية أوروبا الحرية والديمقراطية المباشرة.